# Clytocerus splendidus
Clytocerus splendidus is een muggensoort uit de familie van de motmuggen (Psychodidae). 

## Kenmerken
Het heeft bruine haren op het voorlijf, waarmee het zich onderscheidt van Clytocerus ocellaris die veel witte haren op het voorlijf heeft. De vleugellengte is 2,1 tot 2,6 mm.

## Verspreiding
Clytocerus splendidus is een Europese soort.